# Broyes, Oise
Broyes är en kommun i departementet Oise i regionen Hauts-de-France i norra Frankrike. Kommunen ligger i kantonen Breteuil som tillhör arrondissementet Clermont. År 2022 hade Broyes 143 invånare.

## Befolkningsutveckling
Antalet invånare i kommunen Broyes
| Referens: INSEE |